# Ронні Міллс
Ронні Міллс (англ. Ronnie Mills, 25 лютого 1951) — американський плавець.
Призер Олімпійських Ігор 1968 року.